# Powiat Mecklenburg-Strelitz
Powiat Mecklenburg-Strelitz (niem. Landkreis Mecklenburg-Strelitz) – były powiat na południu kraju związkowego Meklemburgia-Pomorze Przednie ze stolicą w Neustrelitz.
Sąsiadował z powiatami: na północy Demmin i Ostvorpommern, na północnym wschodzie Uecker-Randow, na wschodzie i południowym wschodzie z brandenburskimi powiatami Oberhavel, Ostprignitz-Ruppin i na zachodzie z powiatem Müritz. We wschodniej części obszaru enklawę tworzyło miasto Neubrandenburg.
Nazwa powiatu pochodziła od historycznej krainy Meklemburgia-Strelitz, posiadającej autonomię w latach 1701–1918 oraz stanowiącej wolne księstwo-państwo w latach 1918–1934. 
Znaczna część obszaru leżała pośród jezior Pojezierza Meklemburskiego, gdzie utworzono Park Narodowy Feldberger Seenlandschaft.
Powiat związany był umową partnerską w Polsce z powiatem białogardzkim w województwie zachodniopomorskim.
W wyniku reformy administracyjnej Meklemburgii-Pomorza Przedniego powiat został włączony 4 września 2011 do nowo utworzonego powiatu Mecklenburgische Seenplatte.

## Podział administracyjny
W skład powiatu Mecklenburg-Strelitz wchodziły: 
- dwie gminy (niem. amtsfreie Gemeinde)
- sześć związków gmin (niem. Amt)

Gminy:
| Lp. | Nazwa gminy               | Ludność (31.12.2008) | Powierzchnia km² |
| --- | ------------------------- | -------------------- | ---------------- |
| 1   | Feldberger Seenlandschaft | 4.779                | 199,57           |
| 2   | Neustrelitz               | 21.669               | 138,15           |

Związki gmin:
| Lp. | Nazwa związku gmin               | Ludność (31.12.2008) | Powierzchnia km² | Ilość gmin |
| --- | -------------------------------- | -------------------- | ---------------- | ---------- |
| 1   | Friedland                        | 9.911                | 276,34           | 6          |
| 2   | Mecklenburgische Kleinseenplatte | 8.422                | 311,34           | 5          |
| 3   | Neustrelitz-Land                 | 8.041                | 446,38           | 11         |
| 4   | Neverin                          | 9.384                | 222,69           | 12         |
| 5   | Stargarder Land                  | 10.031               | 205,11           | 7          |
| 6   | Woldegk                          | 7.492                | 290,27           | 10         |